# Jerk It Out
Jerk it Out è un singolo del gruppo musicale svedese Caesars, pubblicato il 7 marzo 2003 come estratto dal terzo album in studio Love for the Streets.

## Promozione
Il brano, ripubblicato nel 2005, è stato inserito nel film Gli scaldapanchina, oltre che nei giochi targati EA Sports FIFA Football 2004 e SSX 3.

## Tracce

### 2003
CD
1. Jerk It Out
2. Out of My Hands
3. She's a Planet

7"
1. Jerk It Out
2. The Cannibals

### 2005
CD
1. Jerk It Out
2. The Longer We Stay Together

7"
1. Jerk It Out
2. Up All Night